# (12561) Howard
(12561) Howard (1998 SX7) – planetoida z pasa głównego asteroid okrążająca Słońce w ciągu 5,48 lat w średniej odległości 3,11 j.a. Odkryta 20 września 1998 roku.